# Penaeopsis jerryi
Penaeopsis jerryi är en kräftdjursart som beskrevs av Pérez Farfante 1979. Penaeopsis jerryi ingår i släktet Penaeopsis och familjen Penaeidae. Inga underarter finns listade i Catalogue of Life.